# Massimo Tognon
Pour les articles homonymes, voir Tognon.
Massimo Terzo Tognon (né le 23 mai 1909 à Walenstadt, dans le canton de Saint-Gall en Suisse - mort pour la France le 4 août 1944  à Saint-Brieuc, lors des combats pour la libération de la ville, entrepreneur et homme d'affaires italien, naturalisé français, issu d'une ancienne Maison vénitienne remontant au XIIe siècle, qui s'engagea dans la Résistance française pendant la Seconde Guerre mondiale. Il est inhumé au cimetière Saint-Michel de Saint-Brieuc.

## Biographie
Massimo Tognon naquit en Suisse, dans la propriété de ses grands-parents maternels, la Villa Gross Hauss, sur les bords du Lac de Walensee, dans le canton de Saint-Gall. Il était le fils de Francesco Tognon Bozzarina de Coldarco-Gabrielli, entrepreneur et homme d'affaires italien, titulaire de la Croix de la Valeur militaire et de la Croix de Guerre 1914-1918, chevalier de la Couronne de fer d'Italie, et de Maria Augusta Spaliviero de Villaga, inhumés tous deux au cimetière de Pléneuf-Val-André (22).  
Les armes de la famille sont : 'Parti : au 1, de gueules, au cygne d'argent, accompagné en pointe d'un triangle vidé posé sur un de ses angles, au 2, d'azur, à la fasce d'or, accompagnée en chef d'un vol d'argent entre deux étoiles de même'. 
Massimo Terzo Tognon épousa, en 1931, Augustine Marguerite Marie Joseph Quintin (1907-1975), descendante de Saint-Louis, roi de France, qui lui donna trois enfants : Maxime (1933-2000), Monique (1938) et Guy (1940-2014)
Il fut tué le 4 août 1944 à Saint-Brieuc, à la tête d'un groupe de partisans qui s'opposait à une division allemande.
Il avait deux frères Giovanni Battista (1907-1991) et Francesco Fioravente (1908-1975), et une sœur Rosa, née en 1919 à Borgo-Franco sul Pô (Province de Mantova) qui ne vécut que quelques heures. 

## Témoignage d'un compagnon de combat
André Verbrugghe, agent du réseau Kasanga S.R. du M.L.N., relate les faits : 
« Samedi 4 août 1944 : Nous revenons du maquis de Saint-Carreuc où nous avons mis en lieu sûr notre chef Rupert Nordheim, délivré par les patriotes, le 1er août, de la prison de Saint-Brieuc, où il était enfermé.
Avec nous se trouvent Francis Guinart, Francis Fabre et Massimo Tognon, mais ce dernier nous quitte et rentre avant nous à Saint-Brieuc. Arrivés à Beausoleil, nous apercevons un camion citerne chargé d'essence et une moto convoyés par trois russes. On nous signale, à ce moment, que Massimo Tognon est dans les parages avec un groupe de patriotes. Nous le rejoignons, et ensemble, partons pour nous emparer du camion et des russes. En plus de notre précédente équipe, nous avons avec nous, les frères Le Dantec, M. Henaux, Y. Le Bars, A. Gilet, C. Le Grand, J. Chansec, A. Le Couëdic, et une vingtaine d'autres gars.
Nous sommes armés de trois mitraillettes, d'un mousqueton, de revolvers et de grenades. Arrivés devant le garage Huguet, nous nous trouvons face à face, non plus seulement avec les russes, mais avec une colonne de S.S. venus de Langueux. En avant de la colonne se trouve un officier à bicyclette. Nous braquons nos mitraillettes sur les premiers S.S.. Massimo Tognon leur demande, en allemand, de ne pas tirer et de se rendre. L'officier allemand met pied à terre, le fusil suspendu à son cou, contre sa poitrine. On croit qu'il va parlementer, mais brusquement il braque son fusil vers nous et tire sans épauler. Massimo Tognon tombe agenouillé à mes pieds.
Aussitôt, je riposte en tirant à la mitraillette, coup par coup. De son côté Y. Le Bras tire avec son mousqueton. Un allemand tombe, les autres se dégagent hors du champ de tir. Je continue à tirer pour permettre à mes camarades de se replier. Je reste seul avec Le Grand et Chansec. Une rafale de mitraillette percute aux pieds de Le Grand sans le toucher. Mon chargeur devenu vide, je saute dans le jardin de Monsieur Robert, rue La Fayette, car l'ennemi vient de mettre ses lance-flammes en action et tire au canon de 37m/m.
Nous ne sommes ni organisés, ni assez armés pour continuer le combat, cependant les Allemands ont peur et n'avancent que prudemment, commandés par leur lieutenant en bras de chemise. Massimo Tognon est couché, mort sur la route, les soldats le fouillent (et lui volent sa montre en or). Nous entendons le petit Le Couëdic qui, blessé, appelle du champ en face. Il nous paraît impossible de le secourir, car la rue La Fayette et la rue Joseph Le Bris sont sous le feu de l'ennemi.
À ce moment, l'héroïque infirmier François Joseph part, agitant un drapeau blanc, et sous les balles va chercher un de nos blessés qu'il ramène. Il repart ensuite au secours du petit Le Couëdic qui, la cuisse fracassée, a pu se traîner jusqu'au couloir du café du Stade. Un allemand qui se trouve contre la façade du café vise François Joseph et le tue à bout portant. Presque en même temps, Le Couëdic est achevé par un obus de 37.
Un vieil homme, Monsieur Dujardin, entreprend de fermer le portail métallique du chantier Blivet-Gaudu dont il est le gardien. Les Allemands tirent à travers le portail et le tuent. L'ennemi, toujours menaçant, se retire en essayant de pousser le camion d'essence, mais il doit l'abandonner en face de l'église Sainte-Thérèse, où nous pouvons nous en emparer. Il était temps, car d'autres Allemands arrivent.
Dans la soirée, deux autres résistants, J. Poilpot et Y. Le Roy ont été tués par les Allemands, rue Paul-Bert, non loin du précédent combat, dans des conditions qui n'ont pu être précisées.
L'action de nos camarades, si elle fut malheureuse pour eux, préserva peut-être Saint-Brieuc d'un retour offensif de l'ennemi, car celui-ci s'imaginant avoir affaire à un nombre important d'adversaires traversa la ville précipitamment sans s'y arrêter. »
Saint-Brieuc fut libérée le 5 août.

## Décorations
- Croix de guerre 1939-1945 (avec étoile d'argent).

## Hommage
- Une plaque commémorant ce combat est apposée sur le mur du stade Fred Aubert de Saint-Brieuc où sont inscrits les noms des victimes.
- Monument aux Morts de la Ville de Saint-Brieuc

## Sources
- Archives Famille Dacheux-Tognon
- Archives ministère des Armées
- L'ARC (1er Numéro Spécial) - La Résistance dans les Côtes-du-Nord, 20e anniversaire de la Libération - Éd. Imprimerie Moderne - Saint-Brieuc (1964)